# L'isola di corallo
L'isola di corallo (Key Largo) è un film del 1948 diretto da John Huston, con Humphrey Bogart, Edward G. Robinson e Lauren Bacall.
È liberamente tratto dal dramma Key Largo di Maxwell Anderson del (1939), che viene citato nei crediti, ma con cui non ha molto in comune, in quanto la sceneggiatura venne riscritta a quattro mani da Huston e da Richard Brooks.
È anche il quarto e ultimo film che vede recitare assieme la coppia Bogart-Bacall, marito e moglie anche nella vita.
Claire Trevor, dopo una nomination nel 1938 per Strada sbarrata, ottenne l'Oscar alla miglior attrice non protagonista.

## Trama
Frank McCloud, reduce della Seconda guerra mondiale, va a far visita ai parenti (la moglie e l'anziano padre invalido) di un suo amico e commilitone, morto a Cassino.

Una scena del film

Nora e James Temple gestiscono un albergo a Key Largo, una piccola isola al largo della Florida, di cui curano anche l'attracco delle imbarcazioni: al suo arrivo, Frank trova una strana situazione, con l'albergo "requisito" da individui poco raccomandabili, che si rivelano essere una banda di gangster di passaggio, capitanati dal boss Johnny Rocco, espulso dagli Stati Uniti come "indesiderabile" e ora ben deciso a rientrare nel paese e riprendere le proprie attività criminali.
Mentre l'isola è minacciata dall'arrivo di un uragano, i conflitti personali e la tensione mettono a dura prova il gruppo, fino all'arrivo dello sceriffo Ben Wade (sulle tracce di alcuni indiani scomparsi); nel frattempo anche altri gangster giungono per un meeting criminale con Rocco, mentre alcuni nativi tentano di entrare nell'albergo per evitare l'uragano imminente.
Frank, che nel frattempo si è infatuato di Nora, dovrà prendere in mano la situazione e fronteggiare la banda di malviventi.

## Critica
Secondo il Dizionario Morandini il film, «schematicamente melodrammatico» e «teatralmente verboso», si regge sulle prove degli interpreti e «sull'uso claustrofobico della profondità di campo e del piano-sequenza».
Secondo il Dizionario Mereghetti, risente dell'origine teatrale e «alterna momenti di tensione claustrofobica [...] ad altri scontati e recitati con poca intensità», con Barrymore e Robinson quasi caricaturali. Il tema della responsabilità individuale, incarnato dal personaggio di Bogart, eroico reduce di guerra costretto a superare la disillusione per mettere nuovamente a rischio la propria vita, è «soffocato dalla retorica».

## Riconoscimenti
- 1949 - Premio Oscar
  - Miglior attrice non protagonista a Claire Trevor
- 1949 - Writers Guild of America
  - Nomination Migliore sceneggiatura a Richard Brooks e John Huston